# عادل بن سلار
عادل بن سلار با نام کامل ابو الحسن علی العادل ابن السلار (عربی: ﺍﺑﻮ ﺍﻟﺤﺴﻦ ﻋﻠﻲ ﺍﻟﻌﺎﺩﻝ ﺍﺑﻦ ﺍﻟﺴﻠﺎﺭ، آوانگاری: Abu’l-Ḥasan ʿAlī al-ʿĀdil ibn al-Sallār)  که با عنوان سلار نیز شناخته می‌شود، یکی از فرماندهان خلافت فاطمی بود که به خلیفه ظافر به عنوان وزیر از سال ۱۱۴۹ تا ۱۱۵۴ خدمت می‌کرد.